# Quốc bảo Triều Tiên
Quốc bảo Triều Tiên (국보; 國寶: gugbo) là các đồ tạo tác, khu vực hay công trình được chính phủ cộng hòa dân chủ nhân dân Triều Tiên công nhận vì giá trị nghệ thuật, văn hóa và lịch sử nổi bật đối với đất nước.

## Lịch sử
Danh sách các bảo vật văn hóa đầu tiên có từ năm 1938 dưới thời Nhật chiếm đóng, theo đạo luật bảo vật của triều đại Joseon.

## Danh sách quốc bảo
- Từ 1 đến 100
- Từ 101 đến 193